# Демёнье, Жан-Николя
Жан-Николя Демёнье (фр. Jean-Nicolas Démeunier; 15 марта 1751, Нозеруа — 2 февраля 1814, Париж) — французский политик, прозаик, переводчик, эссеист, граф Империи.

Герб графа Демонье

Получил хорошее образование, после чего перебрался в Париж, где до Великой Французской революции исполнял должности королевского цензора и секретаря графа Прованского, будущего короля Людовика XVIII.
В мае 1789 года был избран депутатом Генеральных Штатов от Третьего сословия Парижа, с 22 декабря 1789 года по 3 января 1790 года — президент Национального собрания, входил в состав Конституционного комитета, призывал к ограничению выпуска ассигнаций. В марта 1791 года выступил за организацию Кассационного суда.
В сентябре 1791 года оставил депутатские функции и 7 ноября того же года был избран администратором Парижа.
Во время периода Террора бежал в Соединённые Штаты, в 1796 году возвратился на родину и выдвинул свою кандидатуру в Директорию. С декабря 1799 года — член Трибуната, 2 января 1800 года — президент Трибуната, с января 1802 года — сенатор, в 1804 году — член Академии флоралий.
Автор нескольких исторических, политических и морализаторских эссе, а также многочисленных переводов английских книг о путешествиях.
Был одним из пропагандистов Соединённых Штатов во Франции — написал несколько статей в «Encycloedie methodique» Панкука.
Умер 7 февраля 1814 года в Париже, похоронен в Пантеоне.